# Jordanië op de Olympische Zomerspelen 2012
Jordanië nam deel aan de Olympische Zomerspelen 2012 in Londen, Verenigd Koninkrijk.

## Deelnemers en resultaten
(m) = mannen, (v) = vrouwen

### Atletiek
| Olympiër          | Onderdeel    | Resultaat | Prestatie                       |
| ----------------- | ------------ | --------- | ------------------------------- |
| Methkal Abu Drais | marathon (m) | 56e       | 2:21.00                         |
|                   |              |           |                                 |
| Rima Taha         | 100m (v)     | 87e       | voorronde serie 1: 6de in 12,66 |

### Boksen
| Olympiër        | Onderdeel | Resultaat | Prestatie                                                            |
| --------------- | --------- | --------- | -------------------------------------------------------------------- |
| Ihab Almatbouli | -81kg (m) | 9e        | 1ste ronde: W van NGR Lawal: 19-7 2de ronde: V van CUB la Cruz: 8-25 |

### Paardensport
| Olympiër                          | Onderdeel      | Resultaat      | Prestatie                                      |
| Springconcours                    | Springconcours | Springconcours | Springconcours                                 |
| --------------------------------- | -------------- | -------------- | ---------------------------------------------- |
| Ibrahim Hani Bisharat op "Vrieda" | individueel    | 67e            | kwalificatie: 67ste 1ste ronde: 12 strafpunten |

### Taekwondo
| Olympiër            | Onderdeel | Resultaat | Prestatie                                                              |
| ------------------- | --------- | --------- | ---------------------------------------------------------------------- |
| Mohammad Abu-Libdeh | -68kg (m) | 7e        | 1ste ronde: W van NGR Muhammad: 13-1 kwartfinale: V van BRA Silva: 5-7 |
|                     |           |           |                                                                        |
| Dana Touran         | -49kg (v) | 11e       | 1ste ronde: V van MEX Allegia: 1-12                                    |
| Nadin Dawani        | +67kg (v) | 11e       | 1ste ronde: V van UKR Konieva: 13-18                                   |

### Zwemmen
| Olympiër      | Onderdeel           | Resultaat | Prestatie             |
| ------------- | ------------------- | --------- | --------------------- |
| Kareem Ennab  | 50m vrije slag (m)  | 37e       | serie 4: 4de in 24,09 |
|               |                     |           |                       |
| Talita Baqlah | 550m vrije slag (v) | 45e       | serie 5: 6de in 27,45 |

Afghanistan · Albanië · Algerije · Amerikaanse Maagdeneilanden · Amerikaans-Samoa · Andorra · Angola · Antigua en Barbuda · Argentinië · Armenië · Aruba · Australië · Azerbeidzjan · Bahama's · Bahrein · Bangladesh · Barbados · België · Belize · Benin · Bermuda · Bhutan · Bolivia · Bosnië en Herzegovina · Botswana · Brazilië · Britse Maagdeneilanden · Brunei · Bulgarije · Burkina Faso · Burundi · Cambodja · Canada · Centraal-Afrikaanse Republiek · Chili · China · Chinees Taipei · Colombia · Comoren · Congo-Brazzaville · Congo-Kinshasa · Cookeilanden · Costa Rica · Cuba · Cyprus · Denemarken · Djibouti · Dominica · Dominicaanse Republiek · Duitsland · Ecuador · Egypte · El Salvador · Equatoriaal-Guinea · Eritrea · Estland · Ethiopië · Fiji · Filipijnen · Finland · Frankrijk · Gabon · Gambia · Georgië · Ghana · Grenada · Griekenland · Groot-Brittannië · Guam · Guatemala · Guinee · Guinee‑Bissau · Guyana · Haïti · Honduras · Hongarije · Hongkong · Ierland · IJsland · India · Indonesië · Irak · Iran · Israël · Italië · Ivoorkust · Jamaica · Japan · Jemen · Jordanië · Kaaimaneilanden · Kaapverdië · Kameroen · Kazachstan · Kenia · Kirgizië · Kiribati · Koeweit · Kroatië · Laos · Lesotho · Letland · Libanon · Liberia · Libië · Liechtenstein · Litouwen · Luxemburg · Macedonië · Madagaskar · Malawi · Maldiven · Maleisië · Mali · Malta · Marshalleilanden · Marokko · Mauritanië · Mauritius · Mexico · Micronesië · Moldavië · Monaco · Mongolië · Montenegro · Mozambique · Myanmar · Namibië · Nauru · Nederland · Nepal · Nicaragua · Nieuw-Zeeland · Niger · Nigeria · Noord-Korea · Noorwegen · Oeganda · Oekraïne · Oezbekistan · Oman · Oostenrijk · Oost-Timor · Pakistan · Palau · Palestina · Panama · Papoea-Nieuw-Guinea · Paraguay · Peru · Polen · Portugal · Puerto Rico · Qatar · Roemenië · Rusland · Rwanda · Saint Kitts en Nevis · Saint Lucia · Saint Vincent en Grenadines · Salomonseilanden · Samoa · San Marino · Sao Tomé en Principe · Saoedi-Arabië · Senegal · Servië · Seychellen · Sierra Leone · Singapore · Slovenië · Slowakije · Soedan · Somalië · Spanje · Sri Lanka · Suriname · Swaziland · Syrië · Tadzjikistan · Tanzania · Thailand · Togo · Tonga · Trinidad en Tobago · Tsjaad · Tsjechië · Tunesië · Turkije · Turkmenistan · Tuvalu · Uruguay · Vanuatu · Venezuela · Verenigde Arabische Emiraten · Verenigde Staten · Vietnam · Wit-Rusland · Zambia · Zimbabwe · Zuid-Afrika · Zuid-Korea · Zweden · Zwitserland · Onafhankelijke atleten